# ジョン・ドラモンド (初代メルフォート伯爵)

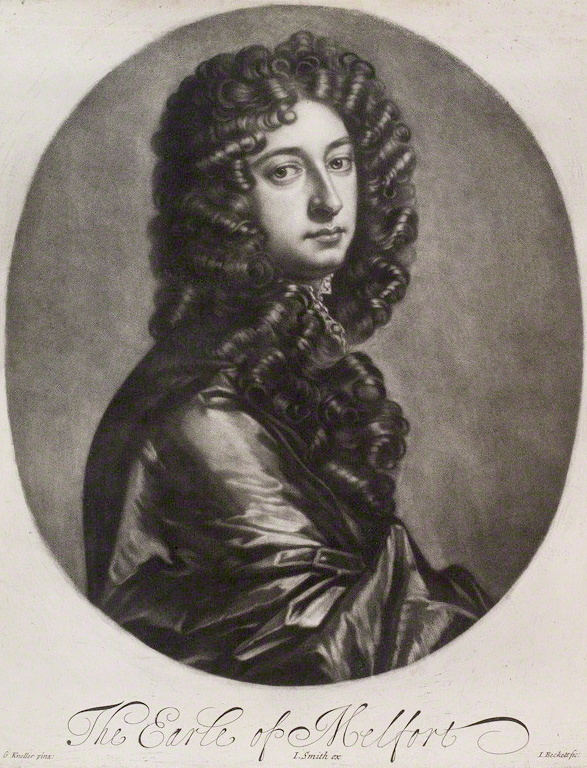
初代メルフォート伯爵ジョン・ドラモンド

ジョン・ドラモンド（John Drummond, 1st Earl of Melfort, "1st Duke of Melfort", 1649年 - 1714年）は、スコットランドの貴族・廷臣。初代メルフォート伯爵。名誉革命後はジャコバイト陣営に加わり、ジャコバイト貴族としてメルフォート公爵に叙爵された。

## 生涯
第3代パース伯爵ジェームズ・ドラモンドと、その妻で第2代ハントリー侯爵ジョージ・ゴードンの娘であるレディ・アン・ゴードンの間の下の息子として生まれた。軍隊に入隊し、1673年にスコットランド近衛歩兵連隊の大尉となった。1679年にエディンバラ城の総督、1680年には軍需副長官さらに軍需長官となった。
1684年から1688年の間、ジェームズ7世および2世王の下でスコットランド国務大臣を務め、ジェームズ王が廃位されるまで、スコットランド大法官を務めていた兄の第4代パース伯爵ジェームズ・ドラモンドとともに、スコットランドの国政を実質的に主導した。この時期、兄と一緒にカトリックに改宗している。1688年にオラニエ公（ウィリアム3世王）がブリテン島に上陸した際は、オラニエ公の軍勢を引き込んだと思われた有力ホイッグ党員を一斉検挙・投獄することを主張した。
1685年メルフォート子爵およびジャイルズタウンのドラモンド卿（Viscount of Melfort and Lord Drummond of Gillestoun）を授けられ、枢密院の評議員に任命された。翌1686年、メルフォート伯爵、フォース子爵およびリッカータウン、カースルメインならびにジャイルズタウンのドラモンド卿（Earl of Melfort, Viscount of Forth and Lord Drummond of Riccartoun, Castlemains and Gilstoun）に陞爵した。いずれもスコットランド貴族の爵位である。1687年5月29日には、兄パース伯とともにジェームズ王が創設したシッスル勲章を最初に授与された8人のうちの1人となった。1688年8月7日には、イングランド貴族の爵位としてクレワース男爵（Baron Cleworth）を授けられた。
メルフォート伯は名誉革命後、ウェールズ国境地帯のスランバスリン経由で海外に逃れ、1688年12月6日にフランスに到着した。次いで、スコットランド国務大臣としてアイルランドに上陸したジェームズ王に同行するが、政策や作戦を巡って軍司令官のティアコネル伯やフランス大使と対立し、フランスに帰国、1689年10月にサン＝ジェルマン＝アン＝レーの亡命宮廷に帰還した。
その直後、メアリー王妃により駐ローマ大使に任命され、ローマではある程度の人気と信望を集めたが、大同盟戦争のためにフランス敵視を続ける教皇アレクサンデル8世を説得してフランスと和解させる任務は不首尾に終わった。メルフォートは1691年の教皇インノケンティウス12世の選出直後までローマに滞在していたが、新教皇は前任者と違い、ジェームズ王の復権を支援するつもりはなかった。そのためメルフォートはサン＝ジェルマンに召喚され、1694年6月まで国務大臣を務めた。ただし、国務大臣の職は1693年の春から亡命宮廷に合流していたミドルトン伯が共同で務めた。
1692年4月17日、ジャコバイト亡命宮廷においてスコットランド貴族のメルフォート公爵、フォース侯爵、アイラ伯爵、バーティスランド伯爵、リッカータウン子爵、カースルメイン卿、ギャルストン卿（Duke of Melfort, Marquess of Forth, Earl of Isla and Burtisland, Viscount of Rickertoun and Lord Castlemains and Galston）の爵位を授けられた。1685年、1686年に授与された爵位を引き上げる措置であった。1691年には（ジャコバイトの）ガーター勲章も与えられた。メルフォートは1694年に引退し、オルレアンやルーアンで暮らしたが、1697年には宮廷に呼び戻されている。
メルフォートは1694年7月23日のウィリアム3世政府の決定でブリテン諸王国における法の保護を奪われ、1695年7月2日の議会法により私権剥奪を受けて全ての爵位・栄典を喪失したが、この措置はメルフォートが最初の妻との間にもうけた子供たち（ブリテン島に留まった）には影響しなかった。ジェームズ王没後の1701年、彼はメルフォート公爵として、ルイ14世の計らいによりフランス宮廷での貴族の席次を与えられた。これ以降、メルフォートとその子孫はフランス式に「メルフォール公爵（Duc de Melfort）」を名乗ったが、この爵位はあくまでジャコバイト宮廷のスコットランド貴族の爵位であって、フランス貴族の爵位としては扱われなかった。
1701年、メルフォートがパリからサン＝ジェルマンにいる兄パース伯に宛てて書いた手紙が、誤ってロンドンに送られる事件が起きた。その手紙には、ジェームズ王の復権の野心をルイ14世が焚き付けていることへの不満が綴られていた。そのためメルフォートはジャコバイト宮廷から裏切り者の嫌疑をかけられ、アンジェに追放された。1705年には許されてパリに戻るが、2度と政治に関わることなく、同市で没した。
最初の妻ソフィア・メイトランドとの間に1男2女をもうけ、2番目の妻ユーフィミア・ウォレスとの間に1男3女をもうけた。後妻との間にもうけた息子が爵位の相続者となった。また、後妻との間の末娘フランセス・ドラモンド（1696年 - 1724年）はスペイン貴族のカステルブランコ伯爵家に嫁ぎ、彼女の孫娘マリア・テレサ・デ・バリャブリガはスペイン王カルロス3世の末弟ルイス・アントニオ枢機卿王子の妻となった。

## 引用
1. ↑  “Llanfyllin”.   The National Gazetteer (1868年). 2012年2月11日閲覧。

| 公職                         | 公職                                                                         | 公職                    |
| ---------------------------- | ---------------------------------------------------------------------------- | ----------------------- |
| 先代 マリ伯爵 ミドルトン伯爵 | スコットランド王国国務大臣 1684年 – 1688年 同職：マリ伯爵                    | 次代 メルヴィル卿       |
| 新設官職                     | ジェームズ2世の国務大臣 1689年 – 1694年 同職：ミドルトン伯爵 1693年 – 1694年 | 次代 ミドルトン伯爵     |
| スコットランドの爵位         |                                                                              |                         |
| 爵位創設                     | メルフォート伯爵 1686年 – 1695年                                             | 私権剥奪                |
| 爵位創設                     | メルフォート子爵 1685年 – 1695年                                             | 私権剥奪                |
| 爵位創設                     | — 名目上 — メルフォート公爵 ジャコバイト貴族 1692年 – 1714年                 | 次代 ジョン・ドラモンド |
| 称号喪失                     | — 名目上 — メルフォート伯爵 ジャコバイト貴族 1695年 – 1714年                 | 次代 ジョン・ドラモンド |
| イングランドの爵位           |                                                                              |                         |
| 爵位創設                     | — 名目上 — クレワース男爵 ジャコバイト貴族 1689年 – 1714年                   | 次代 ジョン・ドラモンド |